# San Choume no Yuuhi
Sunset on Third Street (яп. 三丁目の夕日 夕焼けの詩) — японская манга, автором которой является Рёхэй Сайган, публиковалась издательством Shogakukan в журнале Big Comic Original. Получила премию Shogakukan на 27 вручении как лучшая манга года основного направления.

## Сюжет
Основное действие происходит в период между 1955 и 1964 годами. Манга описывает в юмористической форме повседневную жизнь людей в окрестности города Токио. В истории отсутствуют постоянные персонажи.

## Роли озвучивали
- Сандзи Хасэ — рассказчик

## Экранизации
- По мотивам манги студиями Group TAC, Toho был выпущен аниме-сериал, который транслировался по телеканалу Tokyo Broadcasting System с 12 октября 1990 года по 21 сентября 1991 года.
- Также было снято 3 одноимённых художественных фильма.